# 4482 Фрербазіл
4482 Фрербазіл (4482 Frèrebasile) — астероїд головного поясу, відкритий 1 вересня 1986 року.
Тіссеранів параметр щодо Юпітера — 3,397.